# Дядечко Микола Платонович
Мико́ла Плато́нович Дя́дечко (* 7 грудня 1912, Путивль — † 6 січня 2000, Київ) — український ентомолог, знаний спеціаліст у галузі біологічного захисту рослин. Академік Національної академії аграрних наук України. Завідувач кафедри захисту рослин Української сільськогосподарської академії. Професор, доктор біологічних наук, заслужений діяч науки і техніки України.

## Біографія
Микола Платонович Дядечко народився 7 грудня 1912 року в Путивлі (нині Сумської області), в сім'ї робітника.
У 1932 році він з відзнакою закінчив агротехнікум у місті Рильськ Курської області Росії. Працював вчителем біології та хімії в Бунякинській неповній середній школі Путивльського району.
В 1934 році став студентом біологічного факультету Сумського педінституту. Після закінчення його з відзнакою, Миколу Дядечка залишили працювати асистентом кафедри зоології. Він почав вивчати ентомофауну Сумщини під керівництвом професора В. Г. Аверіна.
На початку німецько-радянської війни його мобілізували до лав Червоної армії. Після нетривалих курсів у Харківському військово-політичному училищі Миколу Дядечка призначили заступником командира роти 213 стрілецької дивізії. Він брав участь у боях на Воронезькому фронті. Коли в армії ліквідували інститут політруків, його направили вчитись до Котласького училища самокатної артилерії. З вересня 1945-го по листопад 1946 року він вчився у Вищій офіцерській школі в Оранієнбаумі.
Демобілізований в листопаді 1946 року у званні старшого лейтенанта, М. Дядечко став старшим викладачем кафедри зоології Глухівського педагогічного інституту.
У жовтні наступного року Микола Платонович переходить на роботу до київського Інституту ентомології і фітопатології. Тут він працював молодшим науковим співробітником (1947—1950), старшим науковим співробітником (1953—1959), завідувачем лабораторії біологічних методів боротьби з шкідливими комахами (1956), завідувачем відділу сільськогосподарської ентомології (1959). Він видає монографію, присвячену жукам-сонечкам України. Вона створена на основі його кандидатської дисертації, яку він захистив у 1952 році. Наступна монографія узагальнила його дослідження трипсів, виклавши її основні положення, вчений здобув науковий ступінь доктора біологічних наук (1966). Наступного року йому надано вчене звання професора.
З 1968 року і до кінця життя Микола Платонович працював в Українській сільськогосподарській академії — очолював факультет захисту рослин (1970—1973), завідував кафедрою сільськогосподарської та лісової ентомології (1974—1987), керував науковою роботою студентів і аспірантів.
Під його керівництвом захищено 5 докторських і 98 кандидатських дисертацій (серед авторів останніх — 33 аспіранти з країн Азії, Африки, Латинської Америки).
Помер вчений 6 січня 2000 року в Києві.

## Наукова діяльність
Дослідницька активність М. П. Дядечка була зосереджена на трьох основних напрямах:
- вивчення біології комах-шкідників, головним чином — сільського господарства;
- дослідження біології їх природних ворогів — хижаків та паразитів;
- розробка методів захисту культивованих рослин від пошкоджень комахами та кліщами.

Два перших напрямки являли собою науковий базис для третього. Крім того, вчений аналізував і пропагував досвід вітчизняних та закордонних вчених і практиків у галузі захист рослин.
Він розробив прийоми і комплексні системи заходів для захисту від цілої низки шкідливих безхребетних тварин. Серед них звичайний та південний сірий довгоносики, жуки-зернівки, клоп шкідлива черепашка, картопляний та інші червеці; метелики — чохликова, мінуюча і зернова молі, яблунева, сливова, східна та грушева плодожерки,озима совка, американський білий, кукурудзяний та лучний метелики, виноградна, дубова і конопляна листокрутки; горохова, злакові та інші попелиці, вишневий слизовий та хвойний пильщики, капустяна муха, павутинні, глодовий та бурий плодовий кліщі. Особливо докладно він вивчав трипсів, серед яких описав декілька нових для науки видів, і різноманітні заходи проти колорадського жука.
Він став гідним спадкоємцем свого старшого колеги і вчителя М. А. Теленги. Не заперечуючи необхідності застосування Інсектицидів, він вивчав альтернативні способи захисту рослин. На відміну від багатьох ентомологів-виробничників, М. П. Дядечко високо оцінював роль ентомофагів, вивчав їх і запроваджував у практику заходи, що сприяють їх діяльності. В цьому аспекті його увагу привертали яйцеїди, хижі кліщі фітосеїди, мухи-тахіни. Особливо ретельно вчений вивчав хижих жуків-сонечок. Він чимало зробив для вивчення й застосування яйцеїдів з роду Trichogramma. Ним розроблені пропозиції щодо використанню знижених доз отрутохімікатів у комплексі з паразитичними грибками та нематодами. Для нього агроценози були екосистемами, майбутнє бачив у застосуванні інтегрованого підходу, що об'єднує різні методи захисту рослин.
Вченим опубліковано понад 300 наукових, науково-методичних та науково-виробничих праць..

### Основні праці
- Кокцинеллиды Украинской ССР/ Н. П. Дядечко.  — К.: Изд-во АН УССР, 1954. — 157 с.
- Хищники и паразиты щитовок на дубе в УССР/ Н. П. Дядечко. // Научные труды Института энтомологии и фитопатологии АН УкрССР.  — Т. 5: Биологический метод борьбы с вредными насекомыми. — К., 1954. — С. 129 —135.
- Значение хищников в ограничении размножения паутинных клещиков в условиях Украинской ССР/ Н. П. Дядечко. // Научные труды Института энтомологии и фитопатологии АН УкрССР. — Т. 5: Биологический метод борьбы с вредными насекомыми. — К., 1954. — С. 136—152.
- Колорадський жук та заходи боротьби з ним/ М. П. Дядечко, І. В. Ковтун. — К.: Держсільгоспвидав УРСР, 1963. — 65 с.
- Трипсы, или бахромчатокрылые насекомые (Thysanoptera) европейской части СССР/Н. П. Дядечко.. — К.: Урожай, 1964. — 388 с.
- Основи біологічного методу захисту рослин/ М. П. Дядечко, М. М. Падій, В. С. Шелестова, Б. Г. Дегтярьов. — 3-е изд., доп. и перер. — К.: Урожай. 1990. — 272 с.
- Біологічний захист рослин/ М. П. Дядечко, М. М. Падій, В. С. Шелестова, М. М. Барановський, А. М. Черній, Б. Г. Дегтярьов. — Біла Церква, 2001. — 312 с. http://ashipunov.info/shipunov/school/books/djadechko2001_biol_zasch_rast.pdf [Архівовано 8 вересня 2013 у Wayback Machine.]

## Нагороди
- 8 медалей
- Почесне звання "Заслужений діяч науки і техніки України" (1998 р.)

## Пам'ять
У 2005 році ім'я професора М. П. Дядечка присвоєне кафедрі ентомології Національного університету біоресурсів і природокористування України. До 100-річчя з дня народження вченого кафедра провела «Ентомологічні читання пам'яті професора М. П. Дядечка», у яких взяли участь понад 60 науковців, викладачів, аспірантів і студентів.